# Cytinaceae
Cytinaceae là danh pháp của một họ trong thực vật có hoa. Họ này chứa khoảng 10 loài cây không có diệp lục và ký sinh rễ. Hoa mọc thành chùm, đôi khi hình đầu. Bao hoa là vòng đơn, hợp sinh từ phần đế, các nhị hướng ngoại (hoa đực) còn vòi nhụy dài và trải ra như một chiếc đĩa tròn ở phần đỉnh (hoa cái). Lớp vỏ bọc ngoài (nếu có) bị suy giảm nhiều. Harms (1935) thông báo ở chi Cytinus có tuyến mật hoa ở phần đế của nhụy và ống nhị.
Họ này được chia thành 2 chi Bdallophytum và Cytinus, phân bố trong các khu vực như México, ven Địa Trung Hải, Nam Phi và Madagascar. Các loài trong họ Cytinaceae thông thường hay ký sinh trên các loài trong họ Nham mân khôi (Cistaceae) cùng bộ.
Họ này có quan hệ chị em với họ Trứng cá (Muntingiaceae)

## Hình ảnh

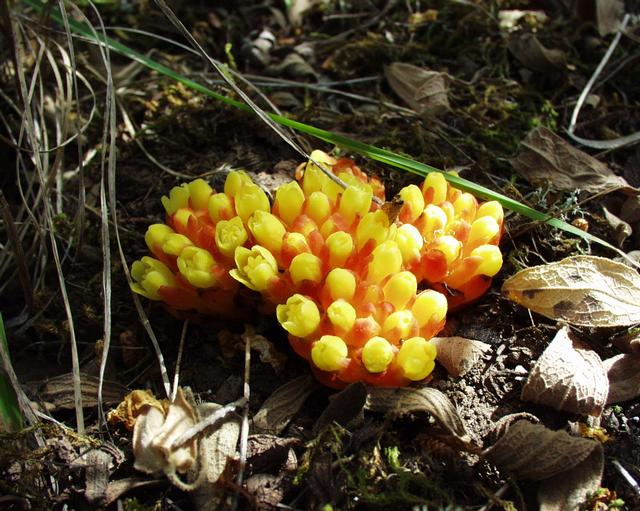
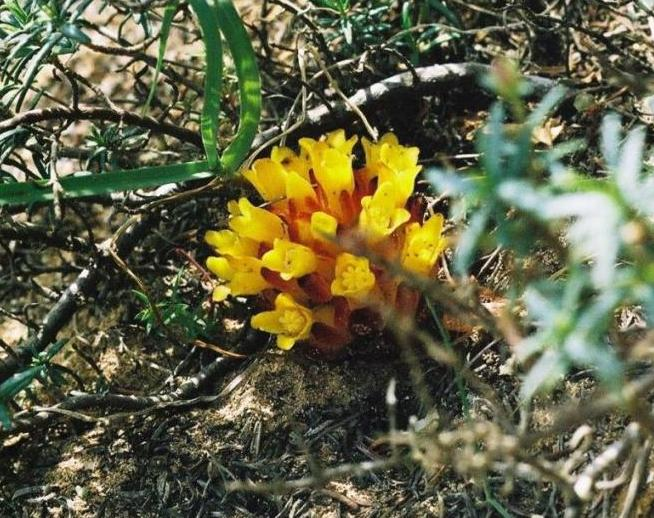
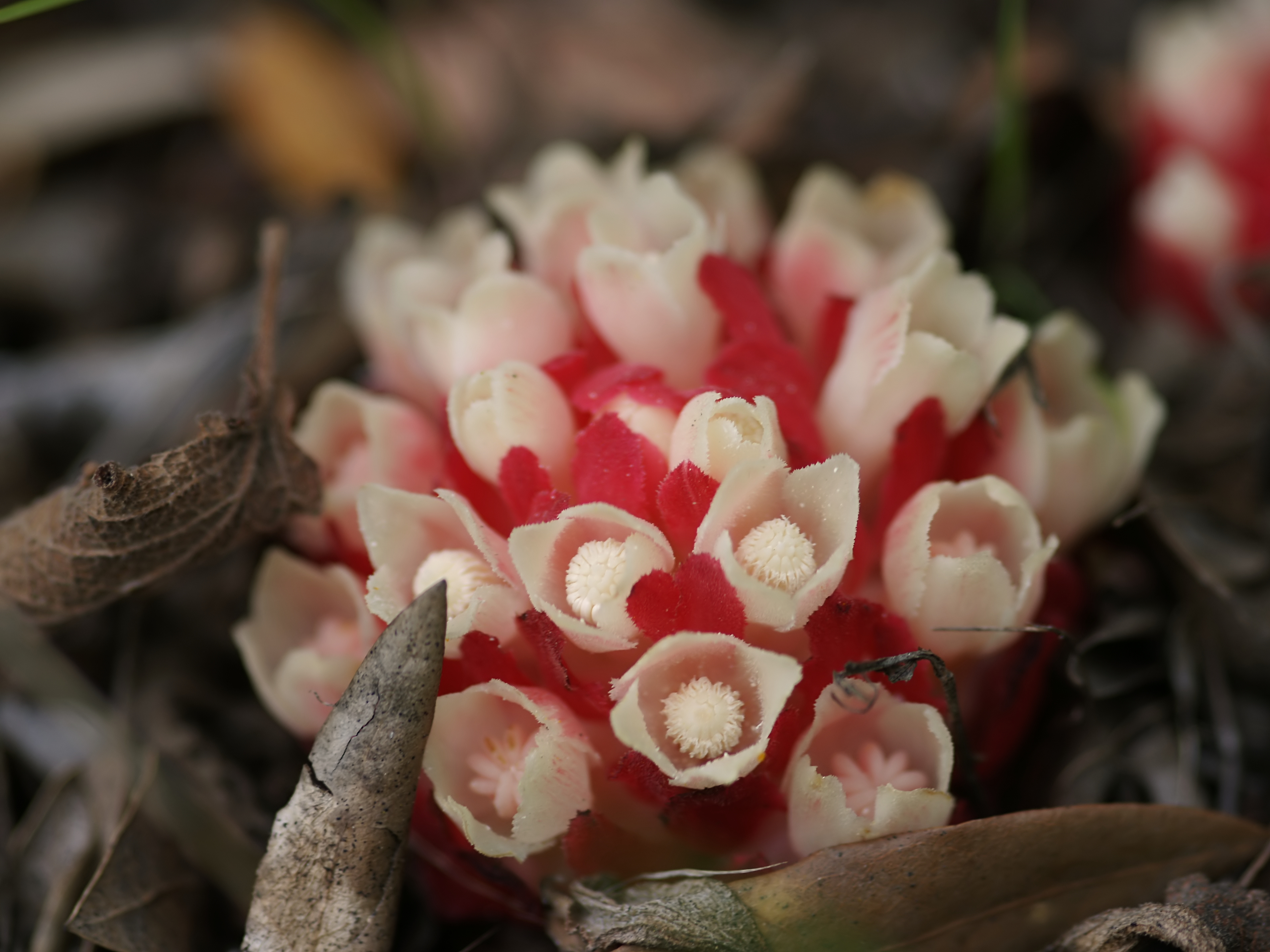